# Caças de quarta geração

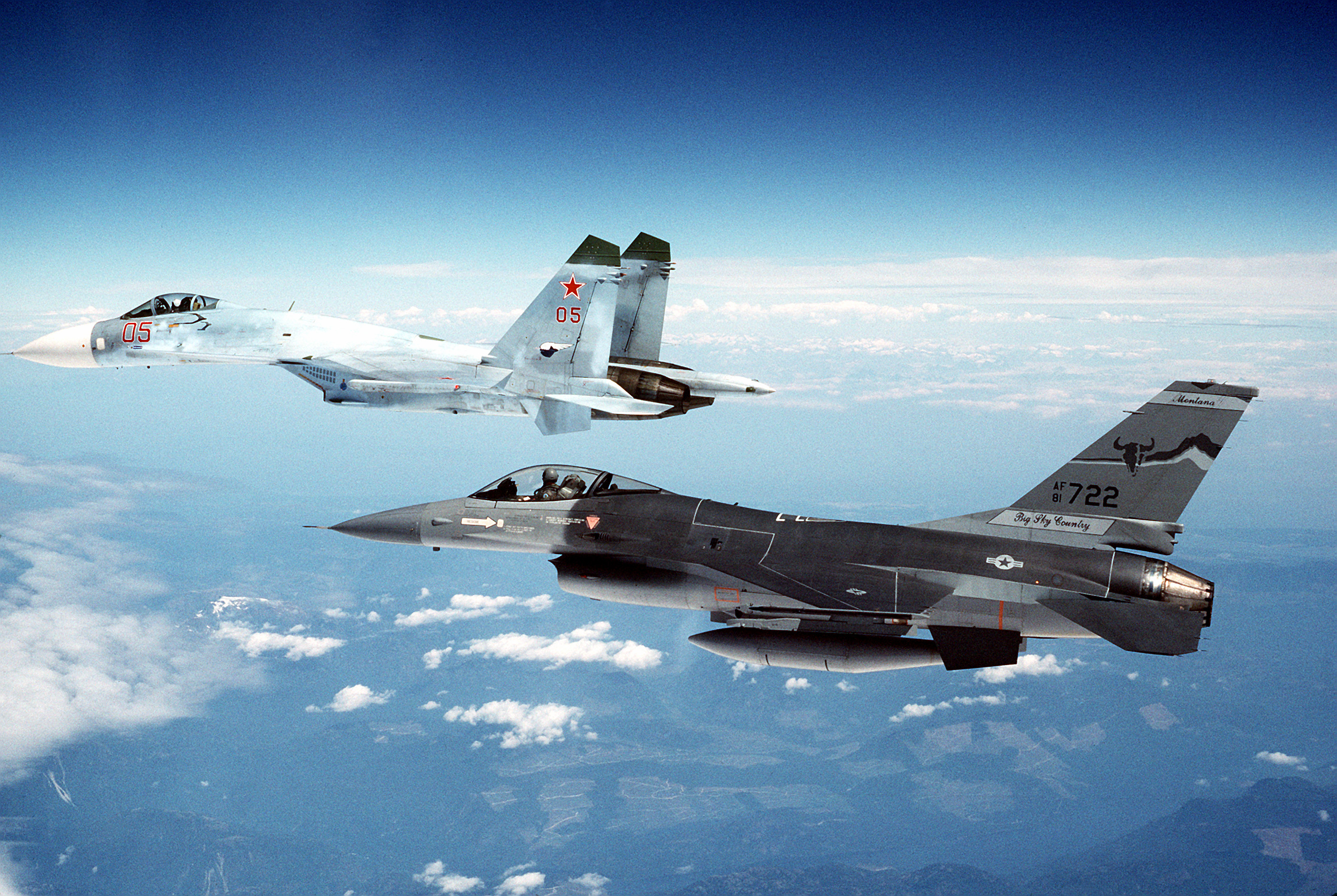
Su-27 soviético escoltado por um F-16

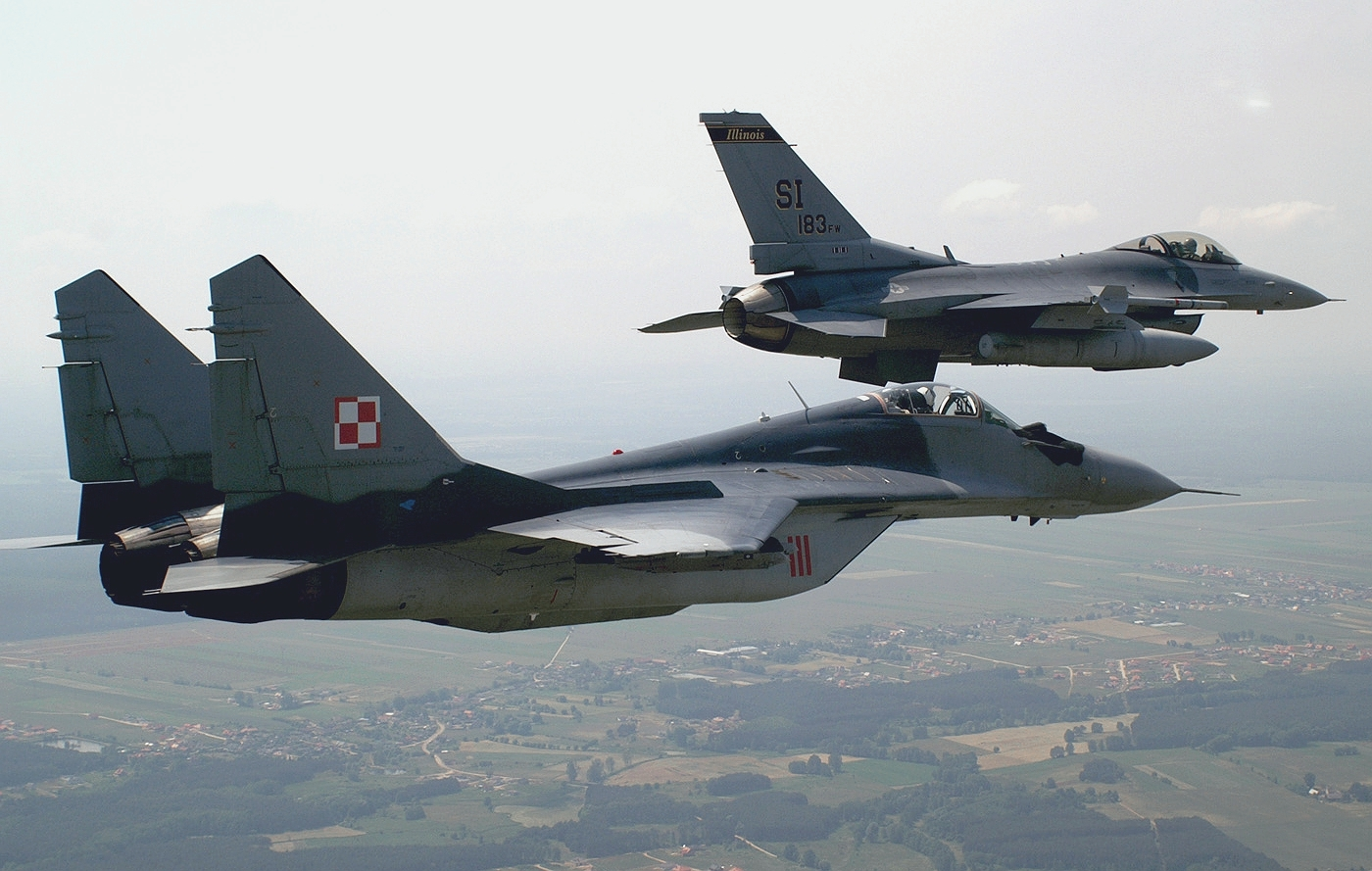
MiG-29 da Força Aérea Polaca com um F-16.

Caças de quarta geração são uma classificação geral de caças a jato em serviço de aproximadamente 1980 até o presente e representam conceitos de design da década de 1970. Projetos de quarta geração são fortemente influenciados pelas lições aprendidas com a geração anterior de aeronaves de combate. Os mísseis ar-ar de longo alcance, originalmente pensados para tornar a luta obsoleta, revelaram-se menos influentes do que o esperado, precipitando uma ênfase renovada na manobrabilidade. Enquanto isso, os custos crescentes dos aviões militares em geral e o sucesso demonstrado de aeronaves como o F-4 Phantom II deram origem à popularidade dos aviões de combate multiuso em paralelo com os avanços marcando a chamada quarta geração.
Durante o período em questão, a manobrabilidade foi reforçada pela estabilidade estática descontraída, possibilitada pela introdução do sistema de fly-by-wire (FBW), que por sua vez foi possível devido aos avanços em computadores digitais e técnicas de integração de sistemas. A aviônica analógica, necessária para permitir operações de FBW, tornou-se um requisito fundamental e começou a ser substituída por sistemas digitais de controle de voo na segunda metade da década de 1980.
Devido ao aperfeiçoamento dramático das capacidades destes caças atualizados e em novos projetos da década de 1990 que refletiram essas novas capacidades, o governo dos Estados Unidos passou a usar a designação geração 4.5 para se referir a projetos posteriores. Isso se destina a refletir uma classe de caças que são atualizações evolutivas da quarta geração incorporando conjuntos integrados de aviônica, armas avançadas para tornar a aeronave menos detectável e rastreável como uma resposta ao avanço da tecnologia de mísseis e radar.

## Exemplos de aviões de quarta geração

### Aeronaves que entraram em serviço
- França
  - Dassault Mirage 2000
- União Soviética
  - Mikoyan MiG-29
  - Mikoyan MiG-31
  - Sukhoi Su-27
- China:
  - Shenyang J-8H/F
  - Shenyang J-11A
- Estados Unidos:
  - Grumman F-14 Tomcat
  - McDonnell Douglas F-15 Eagle

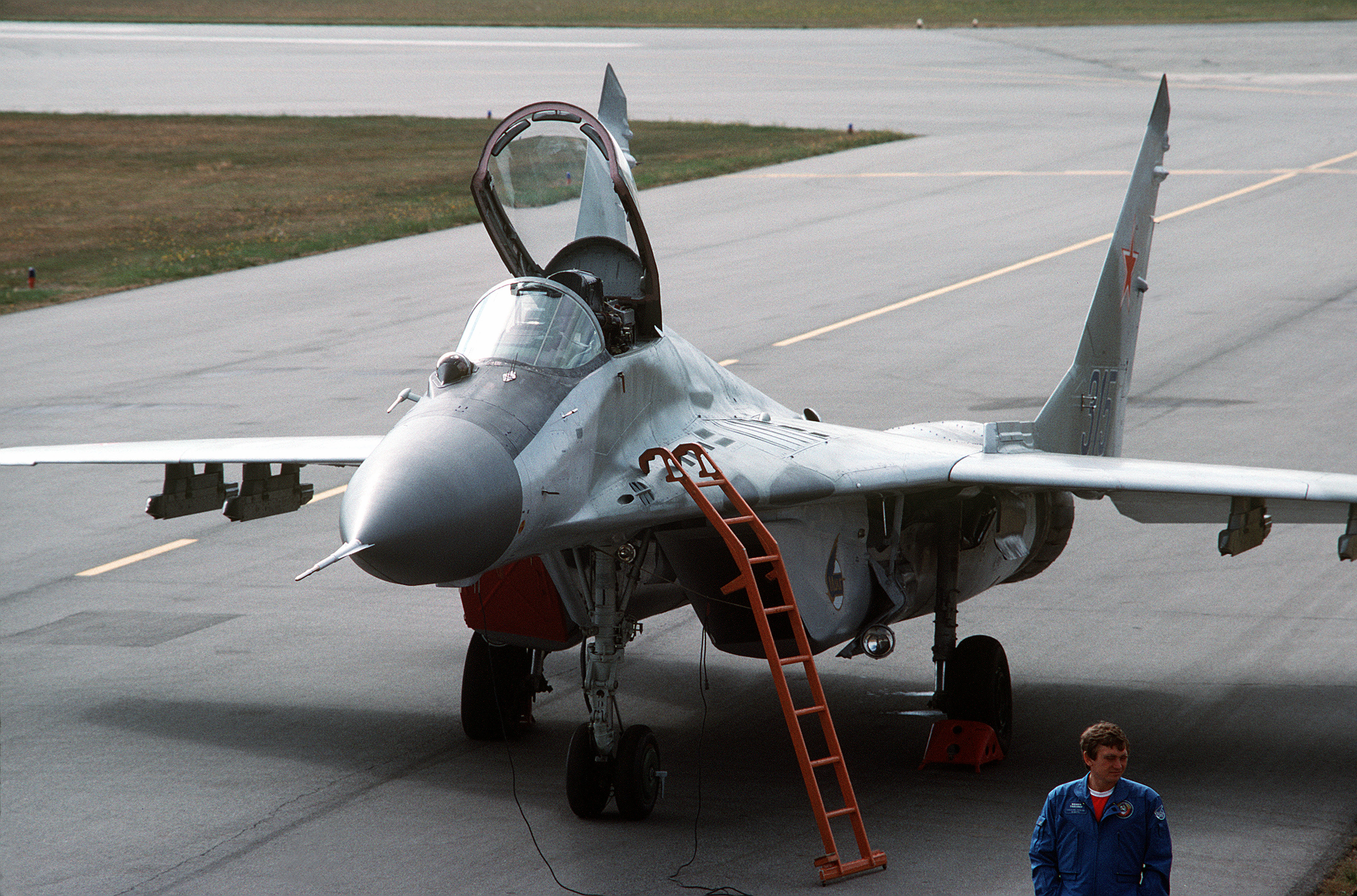
Mikoyan MiG-29

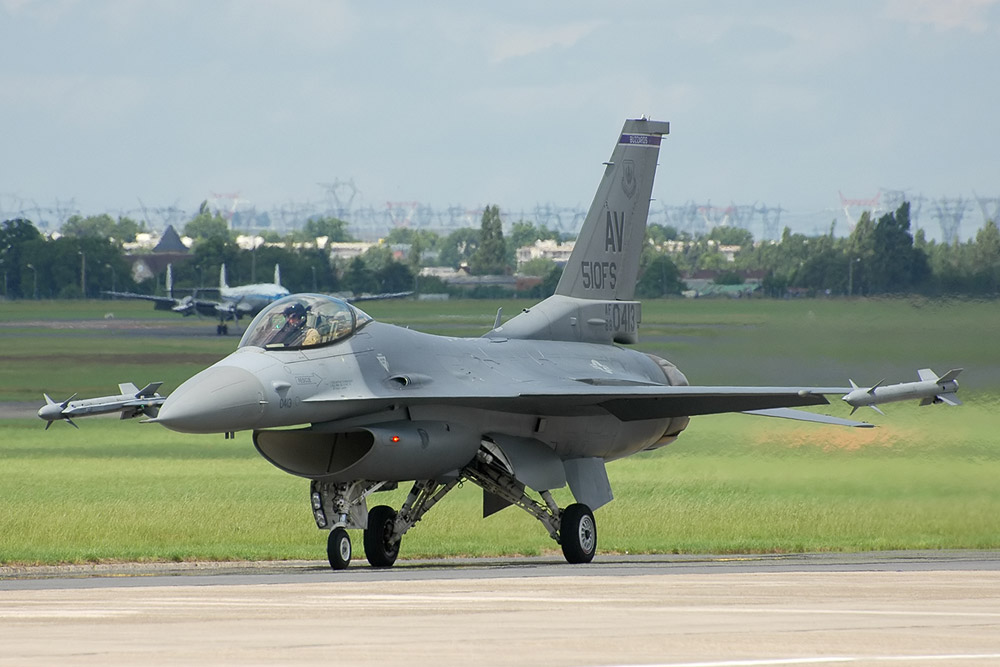
F-16CG Fighting Falcon

  - General Dynamics F-16 Fighting Falcon
  - McDonnell Douglas F/A-18 Hornet
- Reino Unido /  Alemanha /  Itália:
  - Panavia Tornado
- Japão /  Estados Unidos
  - Mitsubishi F-2
- República da China
  - AIDC F-CK-1 Ching-kuo

### Aeronaves canceladas
- Argentina: FMA SAIA 90
- Brasil: Embraer MFT-LF
- China: Chengdu J-9
- Israel: IAI Lavi
- França: Dassault Mirage 4000
- Polónia: PZL-230 Skorpion
- Roménia: IAR 95
- África do Sul: Atlas CAVA
- Suíça : ALR Piranha
- Iugoslávia: Novi Avion
- Estados Unidos:
  - F-20 Tigershark
  - YF-17 Cobra
- União Soviética: Yak-141

## Exemplos de aviões de quarta geração e meia

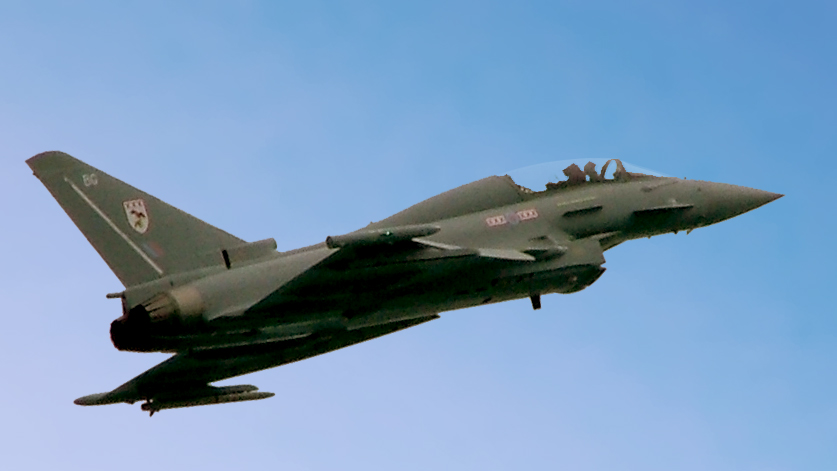
Eurofighter Typhoon

### Aeronaves que entraram em serviço
- Reino Unido /  Alemanha /  Itália /  Espanha
  - Eurofighter Typhoon[4][5]
- França:
  - Dassault Rafale[4][6]
- Índia
  - HAL Tejas
- Rússia /  Índia
  - Sukhoi Su-30MKI
- Rússia
  - Sukhoi Su-34
  - MiG-29ME
  - Mikoyan MiG-35
  - Sukhoi Su-30/33/35/37 (derivados do Su-27)[4]
  - Sukhoi Su-30MKK/MK2/MK3[4]
- Suécia
  - Saab JAS 39 Gripen
- China
  - Chengdu J-10
  - Shenyang J-11B
- Estados Unidos
  - F-15E Strike Eagle/F-15K/F-15SG[7]
  - F/A-18E/F Super Hornet
  - F-16 Block 50/52 e modelos posteriores

### Aeronaves Canceladas
- Estados Unidos
  - F-16XL (cancelado)